# Кузнецова, Любовь Алексеевна
Любовь Алексеевна Кузнецова (25 декабря 1928 — 22 февраля 2008) — советская и российская каллиграф и художница книжных наборных шрифтов, дизайнер.
В 1951 году окончила Московский полиграфический институт, после чего на протяжении 40 лет работала во ВНИИ Полиграфмаш сначала художником шрифтов, затем заведующей лабораторией шрифтов особых графических форм и начальником Отдела наборных шрифтов. В советское время работала художником-графиком книжных шрифтов в издательствах «Мир», «Прогресс», «Радуга», АПН, Воениздат.
С 1992 по 1998 год работала дизайнером шрифтов в фирме «ПараГраф», во время работы в которой, в частности, в 1996 году усовершенствовала дизайн гарнитуры «Литературная»; с 1998 года работала в фирме «ПараТайп». Разрабатывала шрифты как кириллическо-латинской, так и арабской графики.